# 20 de agosto nos Jogos Olímpicos de Verão de 2008
20 de agosto foi o décimo quarto dia de competições dos Jogos Olímpicos de Verão de 2008. Neste dia foram disputadas competições de dezoito esportes.

## Esportes
| - Atletismo - Basquetebol - Beisebol - Boxe - Canoagem - Ciclismo - Handebol - Hipismo - Hóquei sobre a grama | - Lutas - Nado sincronizado - Natação - Pólo aquático - Softbol - Taekwondo - Tênis de mesa - Vela - Voleibol |

## Destaques do dia

### Atletismo
- 200 m masculino: numa das provas mais nobres do atletismo (por ser a distância mais próxima daquela percorrida pelos corredores nos Jogos Olímpicos da Antiguidade), o jamaicano Usain Bolt vence a prova e quebra o recorde mundial em dois centésimos. Bolt já havia vencido a prova dos 100 m e agora confirma o apelido de homem mais rápido do mundo.[1]

### Basquetebol
Após as quartas-de-final do torneio masculino, foram definidas as duas semifinais: a campeã mundial Espanha enfrentará uma das forças européias, a Lituânia, enquanto a atual campeã olímpica Argentina enfrenta os Estados Unidos.

### Natação
Na estréia da maratona aquática de 10km nos Jogos, a russa Larisa Ilchenko vence a prova, seguida por duas britânicas, Keri-Anne Payne e Cassandra Patten.

### Taekwondo
Rohullah Nikpai conquista a primeira medalha olímpica da história do Afeganistão após vencer o campeão mundial Juan Antonio Ramos, da Espanha, na disputa do bronze da categoria até 58 kg.

### Vela
Yin Jian conquista o primeiro ouro da China no esporte, ao vencer na categoria RS:X feminino.

### Voleibol de praia
Márcio Araújo e Fábio Luiz vencem Ricardo e Emanuel numa semifinal brasileira e enfrentarão Phil Dalhausser e Todd Rogers, dos Estados Unidos, na final. Na disputa do bronze, Ricardo e Emanuel enfrentarão Jorge Terceiro e Renato Gomes, brasileiros naturalizados georgianos e que competem com os nomes de Geor/Gia.

## Campeões do dia
| Modalidade        | Evento                        | Atleta(s)                               | País              | Recorde | Ref.   |
| ----------------- | ----------------------------- | --------------------------------------- | ----------------- | ------- | ------ |
| Atletismo         | 200 m masculino               | Usain Bolt                              | JAM Jamaica       | WR      | [ 8 ]  |
| Atletismo         | 400 m com barreiras masculino | Melaine Walker                          | JAM Jamaica       | OR      | [ 9 ]  |
| Atletismo         | Arremesso de martelo feminino | Aksana Miankova                         | BLR Bielorrússia  | OR      | [ 10 ] |
| Vela              | RS:X masculino                | Tom Ashley                              | NZL Nova Zelândia |         | [ 11 ] |
| Vela              | RS:X feminino                 | Yin Jian                                | CHN China         |         | [ 12 ] |
| Natação           | 10 km feminino                | Larisa Ilchenko                         | RUS Rússia        |         | [ 13 ] |
| Nado sincronizado | dueto                         | Anastasia Davydova e Anastasia Ermakova | RUS Rússia        |         | [ 14 ] |
| Taekwondo         | até 58 kg masculino           | Guillermo Pérez                         | MEX México        |         | [ 15 ] |
| Taekwondo         | até 49 kg feminino            | Wu Jingyu                               | CHN China         |         | [ 16 ] |
| Lutas             | Livre - Até 66 kg masculino   | Ramazan Şahin                           | TUR Turquia       |         | [ 17 ] |
| Lutas             | Livre - Até 74 kg masculino   | Buvaysa Saytiev                         | RUS Rússia        |         | [ 18 ] |

## Líderes do quadro de medalhas ao final do dia 20
| Ordem | País               | Medalha de ouro | Medalha de prata | Medalha de bronze |    |
| ----- | ------------------ | --------------- | ---------------- | ----------------- | -- |
| 1     | CHN China          | 45              | 14               | 20                | 79 |
| 2     | USA Estados Unidos | 26              | 28               | 28                | 82 |
| 3     | GBR Grã-Bretanha   | 16              | 10               | 11                | 37 |
| 4     | RUS Rússia         | 13              | 14               | 18                | 45 |
| 5     | AUS Austrália      | 11              | 12               | 13                | 36 |